# 北站区公所旧址
北站区公所旧址是歷史上位於中華人民共和國上海市靜安區（原閘北區）老闸街40号的一個建混合结构築，占地面积266平方米，建筑面积797.7平方米，共两层。該建築由爱奥尼柱式双柱支承，二层为阳台。當地為慎余里的一部分。
該建築於1920年建成。該建築原为方九霞银楼老板寓所。北站區成立後成為北站区公所所在地。2004年，該建築被公佈為閘北區登記不可移動文物。慎余里原建築在2010年左右被拆除時，北站区公所旧址也被拆除。